# Гапонов, Илья Владимирович
Илья Владимирович Гапонов (6 апреля 1981, Кемерово) — российский художник.

## Биография
Родился в Кемерово 6 апреля 1981 года. В детстве, перебрав различные кружки, свой выбор Гапонов остановил на художественной школе. Илья впервые ощутил себя художником, когда получил третье место в конкурсе «Юное дарование Кузбасса», после которого отправился в творческую поездку в Москву и Петербург.
Гапонов поступил в Кемеровское художественное училище. С 19 лет занимался росписью храмов и мозаикой, и после окончания хотел обучаться иконописи. Но все сложилось иначе: Илья поступил на отделение монументальной живописи Санкт-Петербургской Академии имени Штиглица. Во время обучения Гапонов выиграл грант, обеспечивший ему стажировку во Франции. В 2004 году окончил парижскую Национальную школу изящных искусств. Вместе со своими друзьями Гапонов организовал художественное сообщество. Их мастерские обосновались на последнем этаже здания на проспекте Непокоренных, поэтому группа художников получила название «Непокоренные». Представители объединения ведут активную выставочную деятельность в Петербурге и Москве, участвует в международных проектах.
C 2006 работает преимущественно в тандеме с Кириллом Котешовым. Для изображения шахтерской тематики, промышленных пейзажей и рабочих, художники используют кузбасслак: лак, имеющий битумную основу, производимый из каменного угля, добытого на Кузбассе.
Сотрудничает с галереей Триумф (Москва).
В 2017, 2018 годах вошел в Российский инвестиционный художественный рейтинг 49ART, представляющий выдающихся современных художников в возрасте до 50 лет.
Живет и работает в Санкт-Петербурге.

## Персональные выставки
- 2015 — «Снег в комнате», галерея «Триумф», Москва, Россия
- 2014 — «Фиатирский престол», Joseph Fine Art Gallery, Прага, Чехия
- 2013 — «Терриконовая пустынь», Name Gallery, Санкт-Петербург, Россия
- 2013 — «Первый снег», Бурж, Франция
- 2012 — «Чрезмерные аппетиты», галерея «Эрарта», Лондон, Великобритания
- 2012 — «Фиатирский престол», Name gallery, Санкт-Петербург, Россия
- 2010 — L’Exposition d’Ilya Gaponov & Kirill Koteshov. Maison du ventes Leclere. Марсель,Франция
- 2009 — Прощание. Илья Гапонов и Кирилл Котешов. Кемеровский областной музей изобразительных искусств. Кемерово, Россия
- 2012 — «Неразборчивые аппеттиты». Галерея «Эрарта», Лондон, Великобритания.
- 2011 — «Фиатирский престол». Галерея «Триумф», Москва, Россия.[2]
- 2008 — «Три дня». Галерея «Триумф», Москва, Россия.
- 2008 — «Последний снег». Галерея Глобус, Санкт-Петербург, Россия.
- 2008 — «UNDER GROUND». Центральный выставочный зал «Манеж», Санкт-Петербург, Россия.
- 2007 — «Кузбасс параллельный». Галерея «Триумф», Москва, Россия.
- 2006 — «Алтарь/Категория 5». Якут галерея, Москва, Россия.
- 2006 — «Синтетические культы». Галерея «Navicula Artis», Санкт-Петербург, Россия.

## Групповые выставки
- 2015 — «Обещание пейзажа», Музей современного искусства ПЕРММ, Пермь, Россия
- 2014 — Балтийская биеннале, Новый музей, Санкт-Петербург, Россия
- 2014 — «Повод к миру», в рамках параллельной программы биеннале «Манифеста 10», Музей стрит-арта, Санкт-Петербург, Россия
- 2011 — «Родина», Музей современного искусства ПЕРММ, Пермь, Россия
- 2011 — «Expression Beyond», Rizzordi Art Foundation, Санкт-Петербург, Россия
- 2011 — IX Красноярская биеннале «Во глубине», Красноярск, Россия
- 2011 — «Песочница», Летний фестиваль в «Новой Голландии», Санкт-Петербург, Россия
- 2011 — «Искренность», фестиваль «Белые ночи в Перми», Пермь, Россия
- 2011 — «Врата и двери», Государственный Русский музей, Санкт-Петербург, Россия
- 2011 — «ЧБ», галерея «Модернариат», Санкт-Петербург, Россия
- 2011 — «Родина». Музей современного искусства PERMM, Пермь, Россия.
- 2010 — «Футурология», МСИ «Гараж», Москва, Россия
- 2010 — «Vive la jeune garde», Ateliers du Vent, Ренн, Франция
- 2010 — Фестиваль «Арт пром», Кемерово, Россия
- 2010 — Молодежное биеннале «Стой! Кто идет?», ММСИ, Москва
- 2010 — «АртМосква 2010», Центральный Дом Художника, стенд галереи «Триумф», Москва, Россия
- 2009 — Красноярская музейная биеннале, Красноярск, Россия
- 2009 — «ART-Завод 2009», Екатеринбург, Россия
- 2009 — «Топология счастья», Историко-архитектурный музей «Царицыно», Москва, Россия
- 2009 — «Русская красота», ГЦСИ, Москва, Россия
- 2009 — «Русская красота». Государственный центр современного искусства, Москва, Россия.
- 2009 — «Пространство тишины». КЦ Красное знамя, Санкт-Петербург, Россия.
- 2009 — Art Basel Selection. Базель, Швейцария.
- 2009 — Europe Art Fair. Женева, Швейцария.
- 2008 — Выставка номинантов премии Кандинского. Центральный дом художника, Москва, Россия.
- 2008 — «Смерти.net». Галерея «Виктория», Самара, Россия.
- 2008 — Галерея «White Space» объект, Лондон, Великобритания.
- 2008 — ART Завод, Государственный Центр Современного Искусства Екатеринбург, Россия.
- 2008 — ART Moscow. Галерея Триумф, Москва, Россия.
- 2008 — «Переучет». Центральный выставочный зал «Манеж»: малый зал, Санкт-Петербург, Россия.
- 2008 — «Память полей». loft проект «Этажи», Санкт-Петербург, Россия.
- 2008 — Фестиваль современного искусства «Снегарры», Кемерово, Россия.
- 2007 — Видеоинсталляция в рамках фестиваля «Видео захват», студия Непокоренные, Санкт-Петербург, Россия.
- 2007 — «Самый-самый новый». Галерея Ателье #2, центр Современного искусства Винзавод, Москва, Россия.
- 2007 — «Диалоги». Центральный выставочный зал «Манеж», Санкт — Петербург, Россия.
- 2007 — АРТ Москва. Павильон «Якут галереи» и галереи «Триумф», Москва, Россия.
- 2007 — Параллельная программа Второй московской бьеннале современного искусства, видео программа, Государственный центр современного искусства, Москва, Россия.
- 2007 — «М’АРСово поле: Адаптация». Центр Современного искусства М’АРС, Москва Россия.
- 2007 — «Петербург 2006». Центральный выставочный зал «Манеж», Санкт-Петербург, Россия.
- 2006 — АРТ Москва. Павильон «Якут галереи», Москва, Россия.
- 2006 — Конкурс маринистов. Государственный Этнографический музей, Санкт-Петербург, Россия.
- 2006 — Фестиваль современного искусства «Арт — статус». Кемерово, Россия.
- 2006 — 1-я Петербуржская биеннале современного искусства. Санкт — Петербург, Россия.
- 2006 — АРТ Собес, проект «Нерукотворная стерильность». Музей Анны Ахматовой в Фонтанном доме, Санкт-Петербург, Россия.
- 2006 — Русский павильон (Якут галерея), проект — «Русская утопия», Москва, Россия.
- 2006 — Видео-показ «Домашний Китч». Галерея «Одна», Санкт — Петербург, Россия.
- 2006 — «Do not disturb» — видео, Московский центр искусств, Москва, Россия.
- 2005—2006 — Выставка конкурсных работ «Щелкунчик» («Щелкунчик. Нефтяные войны» х.м.), Выставочный зал Государственного театра оперы и балета Санкт-Петербургской Консерватории имени Н. А. Римского-Корсакова, Санкт-Петербург, Россия.
- 2005 — Фестиваль творческих дуэтов «Формула 2» (инсталляция «Утро завтрашнего дня»). Государственный центр современного искусства, Екатеринбург, Россия.
- 2005 — «Ёлка Хармса». Галерея Navicula Artis, Санкт-Петербург, Россия.
- 2005 — «Чистое искусство». Государственный Музей истории Санкт-Петербурга, в рамках ежегодного -фестиваля Института ПРО АРТЕ «Современное искусство в традиционном музее», Санкт-Петербург, Россия.
- 2005 — «Индивидуальный перфоманс для Алисы Прудниковой». Центр «Нога», Екатеринбург, Россия.
- 2005 — Участие в проекте HP — gallery. Работа Н-Рамять, Москва, Россия.
- 2005 — Фестиваль Чистого искусства, «Стирка 40». Санкт-Петербург, Россия.
- 2005 — Фестиваль современного искусства «Откат». Санкт-Петербург, Россия.
- 2005 — Параллельная программа Первой московской биеннале современного искусства. Демонстрация видеоработ студентов Института ПРО АРТЕ, Центр современного искусства М’АРС, Москва, Россия.
- 2001 — «Работа года». Кемеровский Союз художников, Кемерово, Россия.

## Работы находятся в собраниях
- Музей современного искусства Эрарта, Санкт-Петербург, Россия

## Награды
В 2000 году Илье Гапонову была вручена премия Работа года в номинации Молодые художники от Кемеровского союза художников.

## Публикации
- «Снег в комнате», Галерея Триумф, Москва, 2015 (каталог к выставке)
- «Фиатирский престол», Галерея Триумф, Москва, 2011 (каталог к выставке)
- «Футурология», ЦСК Гараж, Москва, 2010 (каталог к выставке)
- «Три дня», Галерея Триумф, Москва, 2008 (каталог к выставке)